# Хатырык-Хомо
Хатырык-Хомо (якут. Хатырык Хомо) — село в Кобяйском улусе Якутии России. Входит в состав Арыктахского наслега.

## География
Село находится в центральной части региона, в восточной части Центрально-Якутской равнины, на берегу реки Вилюй, на расстоянии 85 км от села Арыктах, центра наслега, и 280 км от посёлка городского типа Сангар, административного центра улуса.

### Климат
В населённом пункте, как и во всем районе, климат резко континентальный, с продолжительным зимним и коротким летним периодами. Зимой погода ясная, с низкими температурами. Устойчивые холода зимой формируются под действием обширного антициклона, охватывающего северо-восточные и центральные улусы. Средняя месячная температура воздуха в январе находится в пределах от −28 °С до −40 °С.

## История
Согласно Закону Республики Саха (Якутия) от 30 ноября 2004 года N 173-З N 353-III село вошло в образованное муниципальное образование Арыктахский наслег.

## Население
| 2002 | 2010 | 2021 |
| ---- | ---- | ---- |
| 2    | ↘1   | ↘0   |

### Национальный состав
Согласно результатам переписи 2002 года, в национальной структуре населения якуты составляли 100 % из 2 чел.

## Экономика
Развито животноводство.